# Shahpura (Jaipur)
Shahpura è una suddivisione dell'India, classificata come municipality, di 28.170 abitanti, situata nel distretto di Jaipur, nello stato federato del Rajasthan. In base al numero di abitanti la città rientra nella classe III (da 20.000 a 49.999 persone).

## Geografia fisica
La città è situata a 27° 25' 37 N e 75° 56' 53 E.

## Società

### Evoluzione demografica
Al censimento del 2001 la popolazione di Shahpura assommava a 28.170 persone, delle quali 14.795 maschi e 13.375 femmine. I bambini di età inferiore o uguale ai sei anni assommavano a 4.920, dei quali 2.629 maschi e 2.291 femmine. Infine, coloro che erano in grado di saper almeno leggere e scrivere erano 16.232, dei quali 10.499 maschi e 5.733 femmine.